# Salamanška šola
Izraz salamanška šola zaznamuje renesančni preporod v 16. stoletju na različnih področjih, ki jih je ustvarila skupina univerzitetnih španskih teologov, pravnikov in profesorjev. Med teologi je najbolj znan Francisco de Vitoria iz Univerze v Salamanki. Je ideološka smer, ki je spremenila preučevanje ekonomije, morale in sodne prakse. Pripadniki Šole so poskušali s pomočjo renesančne miselnosti reševati težave, ki so zajemale široko paleto vprašanj; vse od človeške morale pa do razvoja kapitalističnega sistema in razvoja svetovne trgovine. Francisco de Vitoria, je bil duhovnik, ki je pripadal dominikanskemu redu. Šola je bilo gibanje, ki ni nastalo na podlagi premišljenih načrtov, temveč je bilo sad spontanih premišljevanj, ki se je oddaljilo od že znanih idej. Kralj Carlos I je celo naročil papežu, naj vključi duhovnikove knjige na prepovedan seznam knjig, saj so bile njegove ideje preveč revolucionarne in v nasprotju z ustaljenimi prepričanji.
Šola je bila nadaljevanje sholastičnih pristopov renesančne Evrope. Zgodovinarji ne morejo soglasno potrditi, če vsi sholastični španski misleci spadajo v to gibanje. Vsekakor pa so v tem obdobju delovali pod vplivom salamanške šole in njenih pripadnikov. Ustanovitelj je kasneje dobil tudi naziv zagovornika mednarodnega prava. Vpliv Šole se je razširil tudi po ostalih evropskih državah (Portugalska Italija…). Čeprav so misleci za skoraj dve stoletji pozabili na revolucionarne ideje, so jih ponovno odkrili francoski intelektualci v obdobju razsvetljenstva. Med najbolj pomembnimi pravicami so svoboda posameznika, pravica do življenja, suverenost ljudstva, omejevanja kraljeve oblasti in druge. Koncepti, ki so se začeli uresničevati po Francoski revoluciji in so danes nepogrešljiv temelj zahodnega sveta.

## Zgodovina
V začetku 16. stoletja in s pojavom humanizma so se spremenili tradicionalni koncepti dojemanja človeka  in njegovo povezavo z bogom. Uveljavil se je pojem antropocentrizem, saj se je pozornost preusmerila od boga k človeku. Povečalo se je zanimanje za antično znanost in kulturo, hkrati pa je prevladovala želja po raziskovanju neodkritih delov sveta in pridobivanju novih znanj. V 16. stoletju je bilo čezoceansko osvajanje na višku. Osvajalci so pridobivali žlahtne kovine, ki so jih tovorili v Evropo, tamkajšnje prebivalce pa so zasužnjili in si jih prilastili. Francisco de Vitoria je odklanjal idejo, da je osvajalec hkrati tudi vladar sveta, saj legitimnost moči ni odvisna od velikosti osvojenega ozemlja, temveč od svobode, ki jo vladar pušča osvojenim skupnostim.
Salamanška šola je težave družbe videla iz drugih zornih kotov. Poleg Francisco de Vitoria so najbolj znani še Domingo de Soto, Luis de Molina, Luis de Alcalá in Martin de Azpilcueta. Znani so tudi pod imenom iusnaturalisti, saj zagovarjajo naravno pravo.
S svojim delom so prispevali k drugačnemu pristopu k pravu in ekonomiji, zato njihovi nauki niso bil sprejeti od vseh. Pomembno je razlikovati med salamanško šolo in koimbriško šolo. Prvo je ustanovil Francisco de Vitoria leta 1483, vrhunec pa je dosegla z Domingo de Soto, ki je izhajal iz dominikanskega reda. Drugo generacijo Šole je ustanovil jezuitski red konec 16. stoletja. Najbolj pomembna predstavnika sta Luis de Molina in Francisco Suarez. Molina je poučeval tudi na Univerzi v Coimbri na Portugalskem, od tod tudi naziv koimbriška šola. 
Leta 1542 je španski kralj Carlos I (Karel V. svetega rimskega cesarstva) izdal dekret imenovan Leyes Nuevas para la gobernación de las Indias, s katerim je popustil pod pritiskom radikalnih idej Šole. Dekret je prepovedal suženjstvo in določil, da so staroselci svobodni vazali pod okriljem Kraljestva Kastilije. Ta dekret pa ni veljal dolgo, zaradi uporov namestnikov kralja v kolonijah. Kljub začetnemu velikemu uspehu v 16. stol, je bil pritisk drugače mislečih na španske sholaste prevelik. Njihova načela niso bila več zanimiva za družbo in zato je gibanje počasi izginjalo. Salamanška šola ni bila več zmožna obdržati in rešiti srednjeveške sholastične miselnosti.

## Teologija
Šola je predstavljala pomemben člen pri preporodu tomizma, ki je imel velik kulturni vpliv. Pripadniki Šole so bili predvsem teologi, ki so si prizadevali za reševanje težav, s katerimi se je srečevala družba. Zato se uporablja tudi izraz pozitivistična teologija, saj se izraža praktična raba teologije v vsakdanjem življenju. Pripadniki Šole so bili tudi pripadniki katoliškega iusnaturalizma, ki so potrjevali obstoj naravnih zakonov, ki jih je ustvaril bog in so vodilo za človeka in družbo. Svoboščine naj bi veljale ne glede na veroizpoved in politično usmerjenost posameznika.
Ena izmed revolucionarnih idej salamanške šole je prisotnost dobrega in slabega na svetu. Morala posameznika ni odvisna od božje volje, temveč je za svoja dejanja odgovoren vsak posameznik. Sam pa se mora odločiti kako bo ravnal. Težko je bilo verjeti, da bi bil lahko  bog nadvse dober in vpliven hkrati. Ni pa tudi nujno, da se človek vedno odloči, da bo ravnal dobro.

### Polemika De auxiliis
Jabolko spora je bila polemika, ki se je pojavila ob koncu 16. stoletja, med jezuiti in dominikanci, zaradi razlikovanja v dojemanju svobodne volje in pa vseprisotnosti in nezmotljivosti boga. Luis de Leon je v javni razpravi govoril o svobodni volji človeka, Domingo Bañez pa je te izjave označil za heretične, zato ga je obtožil na svetem sodišču. Bañez je trdil, da je človek zaznamovan zaradi izvirnega greh in da je človekova usoda že vnaprej zapisana. Spor se ni končal tu, ampak se je nadaljeval. Leta 1607 je papež Pavel V. določil svobodo jezuitov in dominikancev brez možnosti, da bi bil katerikoli red označen za heretičnega.

### Pokristjanjevanje
Nauki salamanške šole so segali tudi čez oceane. Španci so osvajanje novih ozemelj utemeljili z določili, ki so opravičili poseganje v tuje dežele. Francisco de Vitoria je izdal dekrete, saj so kolonisti naravno pravo izvajali tudi na osvojenih ozemljih. Najbolj pereče vprašanje je bilo, kako bi ljudi pokristjanili. Pokristjanjevanje s silo je bilo namreč prepovedano. Med najpomembnejšimi določili so bili: 
•	Špancem je bilo v novo odkritih deželah pokristjanjevanje dovoljeno
•	Tisti staroselci, ki so se pokristjanili se jim mora nuditi pomoč
•	Staroselci morajo za svojega voditelja priznati španskega kralja.

## Pravo
Salamanška šola je spremenila dojemanje naravnega prava, ki je eden izmed ključnih posebnosti humanizma. Zagovarja načelo, da se ljudje rodijo enaki, imajo pravico do življenja, pravico do političnih svoboščin in pravico do zasebne lastnine. Luis de Molina je bil mnenja, da je narod podoben trgovski družbi in da so voditelji upravniki izbrani s pomočjo ljudi.  
Salamanška šola je namreč zavračala idejo o božjemu imenovanju voditelja. Najbolj pomemben zagovornik je bil Francisco Suárez, ki je v delu Difensio fidei Catholicae adversus Anglicanae sectae errores (1613) zagovarjal samoodločbo naroda. Ljudje naj bi se rodili svobodni in enaki, ne glede na premoženje in stan kateremu pripada. Zagovarja tudi dejstvo, da politična moč ne pripada nobeni konkretni osebi in da ljudstvo predstavlja zaključeno skupnost s skupno identiteto. 
Najbolj primeren način vladanja naj bi bila demokracija, saj so predstavniki imenovani s strani ljudstva in jih omejujejo. Bili so mnenja, da naravno pravo ureja, ne samo medosebne odnose, temveč tudi različne skupnosti, ki imajo drugačne nazore. 
Francisco de Vitoria je zagovarjal legitimnost moči v neki skupnosti, zato je poudaril, da se morajo svetovne skupnosti držati načel, ki jih določa naravno pravo, da bi živeli v sožitju. Skupnost oz. državo bi morali voditi po vnaprej določenih zakonih in se za vsako ceno izogibati vojnam. Nasprotnega mnenja pa je bil Nicolas Maquiavelo, ki je zanikal ideje Šole in poskušal uveljaviti miselnost, da je Država samostojna tvorba, ki ne potrebuje nikakršnih zakonov, ki bi ji omejevali delovanje. 
V Šoli se pojavi vprašanje o upravičenosti vojne, ki velja za največje zlo človeštva. Vojna ne sme biti sprožena zato, da bi se dogajale še večje krivice, temveč z namenom, da bi se težave razrešile. Navedeni so primeri, v katerih je vojna upravičena: 
•	Za lastno obrambo oziroma z namenom zmage, da ne bi prišlo do nepotrebnega prelivanja krvi
•	Preventivna vojna, v kateri bi zrušili sistem tirana, ki ima namen vojnega udara
•	Vojna kot kazen proti sovražniku.

## Ekonomija
Šola je bila ena izmed začetnic drugačnega dojemanja ekonomije. Renesanso zaznamuje tudi prehod iz fevdalne družbe v  kapitalistično. Francisco de Vitoria in drugi teologi so namenili veliko pozornosti preučevanju ekonomije, saj so hkrati poskušali vpeljevati določila naravnega prava. Joseph Schumpeter je preučeval špansko sholastično doktrino v 16. stoletju. Svoja opazovanja je objavil v delu Historia del análisis económico leta 1954. Šola naj bi bila zaslužena za razvoj ekonomije kot znanosti, ker je razvila prve moderne ekonomske teorije za reševanje novih vprašanj, ki so se pojavljala v ekonomiji. Ukvarjali so se tudi s ceno kovin, ki so prispele iz Amerike. Sholastik iz Salamanke, Martin de Azpilcueta je trdil, da bolj kot so dostopne žlahtne kovine, manjšo kupno moč imajo. V svojem delu z naslovom Manual de confesores y penitentes (1556), je utemeljil kvantitativno teorijo denarja. Kar pomeni, da več kot je denarja v obtoku, višje so cene, ter obratno, manj denarja, nižje so cene. Na to vplivata tudi ponudba in povpraševanje. 
Po odkritju Amerike sta zlato in srebro preplavljala Španijo in kasneje še ostalo Evropo. 
Frančiškan Luis de Alcalá je razvil subjektivno teorijo vrednosti, ki pravi, da je vrednost vsake dobrine subjektivna, torej odvisna od vrednotenja vsakega posameznika posebej. Potrebno je razlikovati med vrednostjo in ceno dobrin.
Na drugem lateranskem koncilu leta 1139 je bilo določeno, da obresti ne smejo presegati vsoto sposojenega denarja. V srednjem veku je bilo sposojanje denarja nekaj običajnega, saj je bilo preživetje ljudi odvisno od zunanjih dejavnikov (požari, slaba letina, izvoz izdelkov v kolonije čez ocean).